# Filip Jazvić
Filip Jazvić (Bugojno, 20. listopada 1990.) je hrvatski nogometaš rođen u BiH.
Izdanak je nogometne škole Hrvatskog dragovoljca. Iz Dragovoljca je išao na dvije posudbe u tadašnje trećeligaše NK Rudeš i NK Vrapče, te drugoligaša Moslavinu. Zatim igra za Dragovoljac s kojim ulazi u PHNL. Nakon ispadanja Dragovoljca iz prve lige prelazi u pulsku Istru 1961. Nakon jedne polusezone provedene u Interu iz Zaprešića, vraća se u matični klub Hrvatski dragovoljac.

## Vanjske poveznice
- Filip Jazvić na hnl-statistika.com